# Niesułowice (Petite-Pologne)
Pour l’article homonyme, voir Niesułowice (Basse-Silésie).
Niesułowice est une localité polonaise de la gmina et du powiat d'Olkusz en voïvodie de Petite-Pologne.